# Alexander von Humboldt II
Das Segelschiff Alexander von Humboldt II ist eine stählerne deutsche Bark, die als Jugend- und Ausbildungsschiff im Rahmen des Sail Training eingesetzt wird. Sie ersetzte 2011 das Vorgängerschiff, die Alexander von Humboldt. Es handelt sich hierbei um den ersten Großsegler, der seit dem Bau der Barkentine Lili Marleen im Jahr 1994 in Deutschland gebaut wurde.

## Beschreibung
Das Schiff ist als Bark getakelt. Es ist 65 Meter lang, 10 Meter breit und verfügt über 24 Segel mit insgesamt 1.360 Quadratmetern Segelfläche. Maximal 79 Personen im Alter von 14 bis 75 Jahren können bei entsprechender Fitness auf dem Schiff mitsegeln. Als Erinnerung an das Vorgängerschiff und die Segelschiffe der Bremerhavener Rickmers Reederei ist der Rumpf wieder grün gestrichen; die ursprünglichen Pläne mit schwarzem Rumpf (in Erinnerung an die Flying P-Liner) wurden nach intensiven Diskussionen verworfen.
Eigner und Betreiber ist die Deutsche Stiftung Sail Training, die der Sail Training Association Germany angehört.

## Geschichte

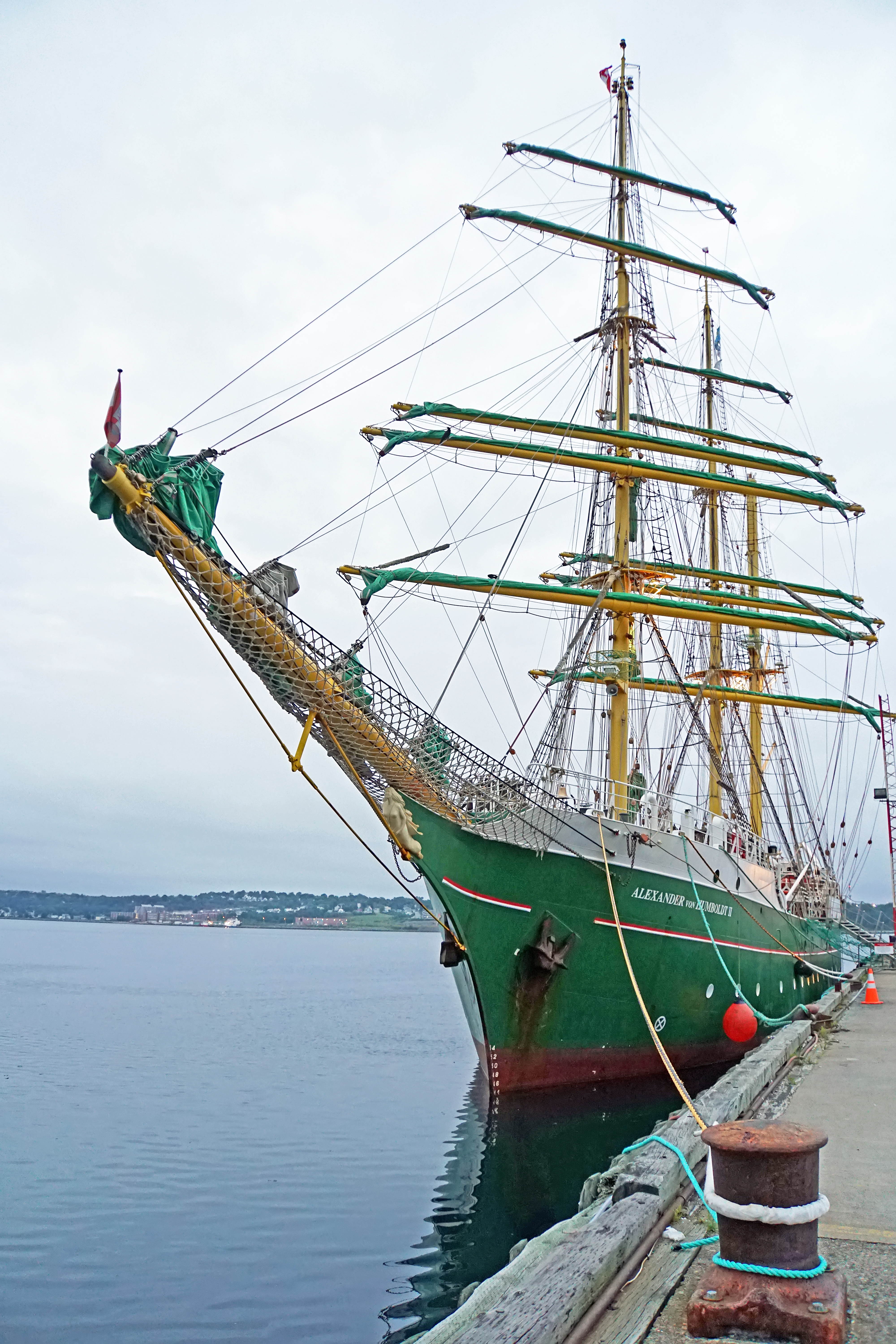
Alexander von Humboldt II

Die Alexander von Humboldt II wurde ab 2010 bei der BVT Brenn- und Verformtechnik Bremen, einem Unternehmen der Heinrich Rönner Gruppe, gebaut. Der Rumpf des Schiffs wurde nach dem alten Entwurf des 1953 bei H. C. Stülcken Sohn in Hamburg gebauten, indonesischen Segelschulschiffs Dewaruci geplant. Am 25. Mai 2011 erfolgte der Stapelhub. Die Endausrüstung fand in der BVT-Niederlassung in Bremerhaven statt. Am 24. September 2011 wurde sie durch Brigitte Rönner in Bremerhaven getauft.
Im Jahr 2013 kam die Bark wegen finanzieller Probleme aufgrund mangelnder Buchungen in die Schlagzeilen.
Seit Mai 2015 führt sie wie das Vorgängerschiff grüne Segel, die von der Brauerei Beck & Co. finanziert wurden. Wie ihre Vorgängerin, die Alexander von Humboldt, wird auch die Alexander von Humboldt II als Werbeträger für die Brauerei genutzt.
Im Januar 2017 überquerte die Bark mit der Reise von den Kap Verden nach Saint Martin zum ersten Mal den Atlantik und bereiste Länder in Süd-, Mittel- und Nordamerika, bevor sie im August von Halifax nach Le Havre die Heimreise antrat und Anfang September wieder Bremerhaven erreichte.
Aufgrund des längeren Ausfalls der Gorch Fock (verlängerter Werftaufenthalt) nutzte die Deutsche Marine in den Jahren 2020 und 2021 die Alexander von Humboldt II mehrmals zur Ausbildung ihrer Offizieranwärter.

## Schiffsbetrieb
Das Betriebskonzept des Neubaus bleibt gegenüber dem der Alexander von Humboldt unverändert. Eingeteilt in Sommer- und Wintertörns soll rund 340 Tage im Jahr der Stiftungszweck, nämlich traditionelle Seemannschaft zu lehren, in Segelrevieren wie Nord- und Ostsee, aber auch im Atlantischen Ozean oder der Karibik erfüllt werden. Die übrigen Tage sollen für notwendige Instandhaltungen in einer Bremerhavener Werft sowie die Ausrüstung des Schiffes genutzt werden. Eine entsprechend ihrem Einsatz an Bord qualifizierte ehrenamtliche Stammbesatzung leitet die Mitsegler, die keinerlei Vorkenntnisse benötigen, bei seemännischen Arbeiten und in den jeweils vierstündigen Wachen an. Hierzu gehören beispielsweise Tätigkeiten wie Ruder und Ausguck besetzen, Mithilfe bei Segelmanövern wie Segel setzen oder bergen oder auch die Haushaltsarbeit bei der Backschaft.